# نزارية
النزارية طائفة من الشيعة الإسماعيلية نسبة إلى نزار المصطفى لدين الله بن مَعَدّ المستنصر بالله.
في الوقت الحاضر ينتشر أتباع الطائفة في أماكن مختلفة من العالم وبشكل كبير في شمال شرق أفريقيا والهند وأوروبا، وإمام الطائفة الحالي هو شاه رحيم الحسيني أغاخان الخامس.

## نشأة النزارية
عقب موت المستنصر بالله الفاطمي سنة 487ھ (1094م) نشب خلاف في البيت الفاطمي بين من رؤوا أن ابنه نزار هو الأحق بالخلافة وبين من رؤوا أن ابنه الآخر أحمد المستعلي بالله هو الإمام.
كان وكيل المستنصر القوي الأفضل شاهنشاه مؤيدا للمستعلي وأكثر الأطراف المتنازعة نفوذا، مما حسم الخلاف لصالح هذا الأخير فأصبح الإمام التاسع عشر، وسُجن نزار ومات لاحقا في سجنه في الإسكندرية، وفر ابنه الهادي في أتباعه إلى آسيا الوسطى محدثين بذلك انشقاقا جديدا في الإمامة، بين مستعلية ونزارية.
سنة 524ھ (1130م) اغتال النزاريةُ منصور الآمر بأحكام الله بن أحمد المستعلي بالله انتقاما لما يعتقدون أنه اغتصاب للعرش الفاطمي، ولم يكن قد سَمَّى خليفة، فاختلف البيت الفاطمي في مصر فيمن يخلفه إماما، وارتأى بعضهم أن الطيب أبي القاسم ابن منصور هو الإمام فعرفوا بالطيِّبية، بينما بايع آخرون الحافظ لدين الله ابن عم الآمر بأحكام الله، فعرفوا بالحافظية.

### قلعة ألموت

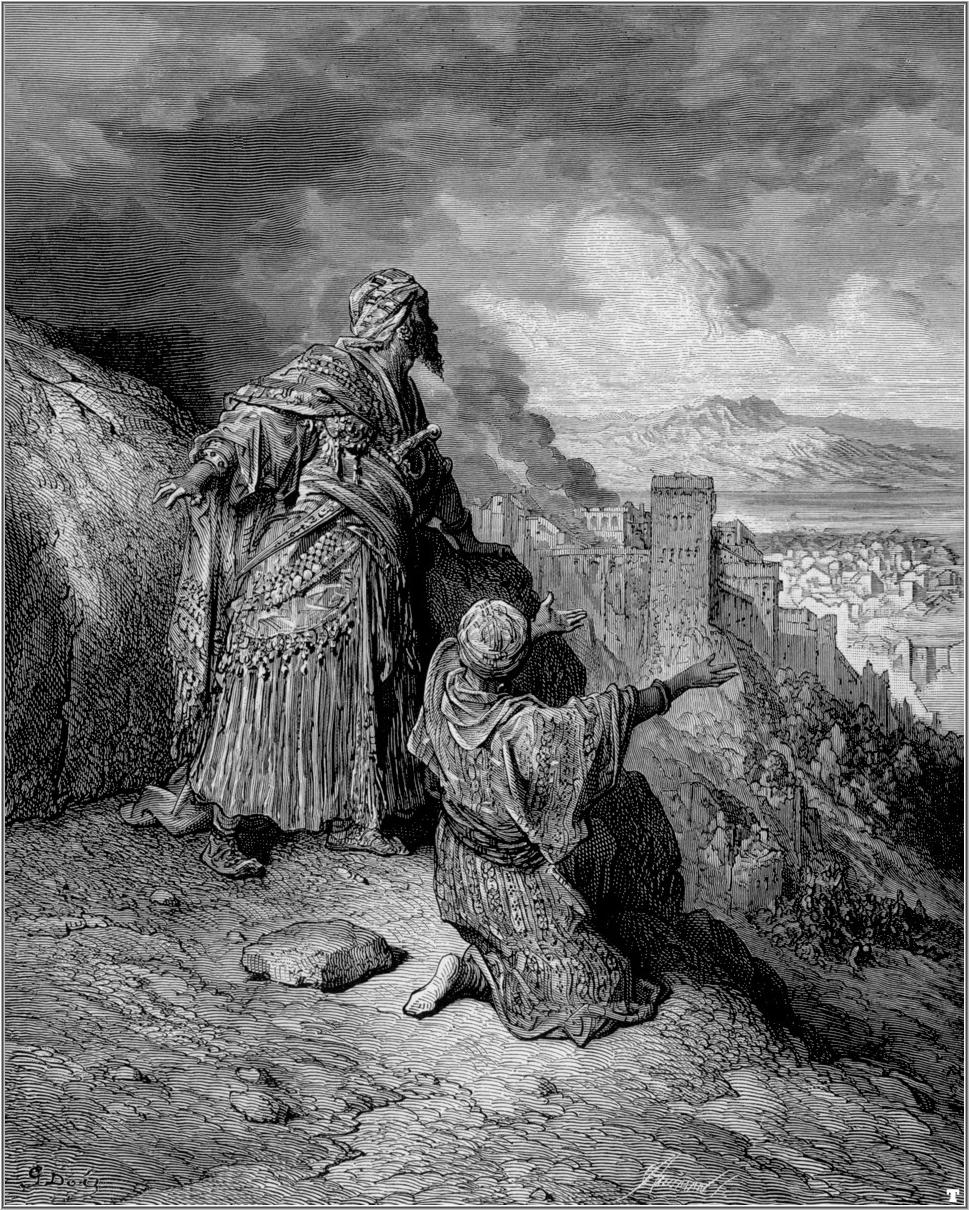
قلعة ألموت

كان حسن بن صباح داعية إسماعيلي وقد فرض نفوذه على قلعة ألموت، وعندما فر الهادي بن نزار من مصر عقب موت أبيه وتولي عمه المستعلي بالله لجأ إليه فنصره، وبدؤوا نضالا مسلحا بهدف استعادة الخلافة الفاطمية ونشر الدعوة الإسماعيلية وحماية الإسماعيلين، وكان قوام تلك الحركة المسلحة فدائيون عرفوا باسم الحشاشين.
في ألموت ظل الأئمة من نسل الهادي مستورين عن العامة حتى أعلن حسن الثاني ابن القاهر عن نفسه إماما.

## العقيدة
يشترك النزارية مع التيار العريض من الإسماعيلية في عقائدهم العامة، فيؤمنون بالأركان السبعة للإيمان، أي بالصلاة والصيام والزكاة والحج والطهارة والجهاد والشهادة، وبوجود تفسير باطني للقرآن.
إلا أنه على غير فرق أخرى مثل السبعية والمستعلية الطَّيِّبية، ولاحقا الدروز فإن النزارية لا يؤمنون بغياب الإمام، فوفقا للتقليد النزاري فالإمامة متصلة من علي إلى الإمام الحاضر أغاخان، بنسل حسين بن علي.

## أئمة النزارية
يتطابق أئمة النزارية الثماني عشر الأوائل مع أئمة الفاطميين، غير أن النزارية وحدهم دون باقي الإسماعيلية أصبحوا (ربما في التقليد المتأخر) لايُقرون إمامة حسن بن علي أي أنهم يعدون حسينًا الإمام الثاني، لذا فترقيم الأئمة عندهم ينقص واحدا عن ترقيم الأئمة عند باقي الفرق.
1. علي بن أبي طالب
2. الحسين بن علي
3. علي زين العابدين بن الحسين
4. محمد الباقر بن علي زين العابدين
5. جعفر الصادق بن محمد الباقر
6. إسماعيل بن جعفر الصادق
7. محمد بن إسماعيل
8. أحمد الوافي بن محمد
9. محمد التقي بن أحمد الوفي
10. عبد الله الزكي بن محمد التقي
11. عبيد الله المهدي بالله بن عبدالله الزكي
12. محمد القائم بأمر الله بن عبيد الله المهدي
13. إسماعيل المنصور بنصر الله بن محمد القائم
14. معد المعز لدين الله بن إسماعيل المنصور
15. نزار العزيز بالله بن معد المعز
16. منصور الحاكم بأمر الله بن نزار العزيز
17. علي الظاهر لإعزاز دين الله بن منصور الحاكم
18. معد المستنصر بالله بن علي الظاهر

| رقم التريتب | رقم التريتب | الإمام                                           | الإمام                                                 | فترة الإمامة  | فترة الإمامة  | مكان الولادة والوفاة والدفن مع بعض الملاحظات |
| رقم التريتب | رقم التريتب | القاسمية (الآغاخانية)                            | المؤمنية                                               | فترة الإمامة  | فترة الإمامة  | مكان الولادة والوفاة والدفن مع بعض الملاحظات |
| ----------- | ----------- | ------------------------------------------------ | ------------------------------------------------------ | ------------- | ------------- | --- |
| 19          | 19          | نزار المصطفى لدين الله بن معد المستنصر           | نزار المصطفى لدين الله بن معد المستنصر                 | (1094 - 1097) | (1094 - 1097) | ولد بالقاهرة وتوفي سجينا من قبل أخيه المستعلي بالله وحاشيته. |
| 20          | 20          | علي الهادي بالله بن نزار المصطفى                 | علي الهادي بالله بن نزار المصطفى                       | (1097 - 1136) | (1097 - 1136) | ولد بالقاهرة وفر إلى حسن الصباح ليحتمي عنده في قلعة ألموت بعد ما نشب من خلاف بين أبيه وعمه، توفي بقلعة لامستر وبها دفن. وكان إمام مستورا. |
| 21          | 21          | محمد المهتدي بالله بن علي الهادي بالله           | محمد المهتدي (راشد الدين سنان) بن علي الهادي           | (1136 - 1158) | (1136 - 1193) | ولد بقلعة لامستر ومات ودفن بقلعة ألموت. وكان إماما مستورا. / يرى المؤمنيّون أنه بعد وفاة الإمام علي الهادي بالله الذي كان مستورا وانتقال الإمامة إلى ابنه الإمام محمد المهتدي بالله الذي كان أيضا مستورا، ادعى محمد بن كيا بزرگ‌ اميد الداعي والحاكم الثالث للدولة الإسماعيلية النزارية في ألموت بعد أن ورثها عن أبيه الذي بدوره ورثها عن حسن الصباح، أنه هو الإمام محمد المهتدي بالله مغتصبا إياها من الإمام الشرعي الذي هرب من قلعة ألموت واحتمى في القلاع الإسماعيلية بالشام تحت أسم راشد الدين سنان شيخ الجبل. |
| 22          | 21          | حسن القاهر بقوة الله بن محمد المهتدي بالله       | محمد المهتدي (راشد الدين سنان) بن علي الهادي           | (1158 - 1162) | (1136 - 1193) | ولد ومات ودفن بقلعة ألموت. وكان إماما مستورا، وبوفاته انتهى دور الستر الثاني. / يرى المؤمنيون أن حسن القاهر بقوة الله ليس إماما شرعيا وماهو إلا ابن محمد بن كيا بزرك اميد وانه مغتصب للإمامة مثل أبيه وأن الإمام الشرعي في زمانه هو الإمام محمد المهتدي بالله المعروف في الشام باسم راشد الدين سنان. |
| 23          | 21          | حسن الثاني بن حسن القاهر                         | محمد المهتدي (راشد الدين سنان) بن علي الهادي           | (1162 - 1166) | (1136 - 1193) | ولد ومات ودفن بقلعة ألموت ، أسمه الحسن علي وأسم إمامته حسن الثاني أيضًا باسم حسن علي الأول. / يرى المؤمنيون أيضا أنه مغتصب للإمامة مثله مثل أبيه وجده وأن الإمام الشرعي في زمانه هو محمد المهتدي بالله المعروف في الشام باسم راشد الدين سنان. |
| 24          | 21          | نور الدين محمد الثاني بن حسن الثاني              | محمد المهتدي (راشد الدين سنان) بن علي الهادي           | (1166 - 1210) | (1136 - 1193) | يلقب أيضا علاء الدين الأول ونور الدين شاه الأول، ولد ومات ودفن بقلعة ألموت. / يرى المؤمنيون أنه مغتصب للإمامة مثله مثل والده وجده ووالد جده وأن الإمام الشرعي في زمانه هو الإمام محمد المهتدي بالله المعروف في الشام باسم راشد الدين سنان. وذلك إلى أن توفي سنة 1193 ليخلفه ابنه الإمام الشرعي جلال الدين حسن الثالث. |
| 25          | 22          | جلال الدين حسن الثالث بن نور الدين محمد الثاني   | حسن جلال الدين بن محمد المهتدي بالله (راشد الدين سنان) | (1210 - 1221) | (1193- 1221)  | ولد ومات ودفن بقلعة ألموت. / يرى المؤمنيون أنه بعد أن توفي نور الدين محمد الثاني مُدّعي الإمامة في ألموت دون أن يخلّف أبناء وذلك سنة 1210 عاد اسماعيليو ألموت للإعتراف بإمامة الإمام جلال الدين حسن الثالث الإمام الشرعي ابن الإمام محمد المهتدي بالله الذي هو راشد الدين سنان. |
| 26          | 23          | علاء الدين محمد الثالث بن جلال الدين حسن الثالث  | علاء الدين محمد الثالث بن جلال الدين حسن الثالث        | (1221 - 1255) | (1221 - 1255) | يعرف باسم علاء الدين الثاني ، ولد ومات ودفن بقلعة ألموت. |
| 27          | 24          | ركن الدين خورشاه بن علاء الدين محمد الثالث       | ركن الدين خورشاه بن علاء الدين محمد الثالث             | (1255 - 1256) | (1255 - 1256) | أسم ركن الدين حسن خورشاه ويعرف إختصارا باسم ركن الدين خورةشاه ، ولد بقلعة ألموت ومات بعد أن فقد قلعة ألموت لصالح هولاكو خان، أسره هذا الأخير، وقُتل أثناء ارتحاله إلى قوبلاي خان ودفن على الضفة اليمنى لنهر جيحون، وانقلت الإمامة بعده إلى أذربيجان. |
| 28          | 25          | شمس الدين محمد شاه الأول بن ركن الدين حسن خورشاه | شمس الدين محمد شاه الأول بن ركن الدين حسن خورشاه       | (1256 - 1310) | (1256 - 1310) | ولد بقلعة ألموت وانتقل للعيش في أذربيجان الشرقية تحديدا في تبريز حيث توفي ودفن. |

بعد وفاة الإمام شمس الدين محمد شاه الأول إنقسمت النزارية إلى فريقين الأول يسمى «المؤمنية» أي أتباع الإمام علاء الدين الثالث مؤمن شاه الابن الأكبر لشمس الدين محمد شاه الأول والثاني «القاسمية»، يرى المؤمنية أن الإمام شمس الدين محمد شاه الأول توفي دون أن يختار واحد من أبنائه ليرث عنه الإمامة وبذلك تنتقل الإمامة إلى ابنه الأكبر الإمام علاء الدين الثالث مؤمن شاه مثلما حصل سابقا بعد موت المستنصر بالله الفاطمي دون التنصيص على الإمام من بعده فاختار النزارية الإمام نزار المصطفى لدين الله لكونه الابن الأكبر، في حين ترفض القاسمية هدا الموقف. 
| رقم الترتيب | الإمام                                                     | فترة الإمامة      | الولادة والوفاة والدفن مع بعض المعلومات                                                                                               |
| ----------- | ---------------------------------------------------------- | ----------------- | --- |
| 26          | علاء الدين الثالث مؤمن شاه بن شمس الدين محمد شاه الأول     | (1310 - 1377)     | ولد في تبريز وهاجر إلى شيراز حيث توفي ومقامه بها.                                                                                     |
| 27          | محمد شاه الثاني المطهر الأول بن علاء الدين الثالث مؤمن شاه | (1377 - 1404)     | ولد في شيراز وهاجر مع والده إلى شيراز ومنها إلى سلطانية حيث توفي ومقامه بها.                                                          |
| 28          | رضي الدين الأول بن محمد شاه الثاني المطهر الأول            | (1404 - 1434)     | ولد في سلطانية وتوفي ببدخشان ومقامه بها.                                                                                              |
| 29          | شاه طاهر الأول بن رضي الدين الأول                          | (1434 - 1463)     | ولد وتوفي ودفن بسلطانية. |
| 30          | رضي الدين الثاني بن شاه طاهر الأول                         | (1463 - 1509)     | ولد وتوفي ودفن بسلطانية. |
| 31          | طاهر الثاني شاه الحسيني بن رضي الدين الثاني                | (1509 - 1549)     | يعفر أيضًا باسم طاهر شاه الحسيني ، ولد في سلطانية وتم طرده منها من قبل الصفويين سنة 1522 فهاجر إلى أحمدنكر بالهند حيث توفي ومقامه بها. |
| 32          | شاه حيدر الأول الأمين بن طاهر الثاني شاه الحسيني           | (1549 - 1586)     | ولد في سلطانية، هاجر مع والده إلى أحمدنكر بالهند حيث توفي ومقامه بها.                                                                 |
| 33          | صدر الدين محمد شاه الثالث بن شاه حيدر الأول الأمين         | (1586 - 1622)     | ولد في أحمدنكر وبها مات ومقامه فيها.                                                                                                  |
| 34          | معين الدين الأول بن صدر الدين محمد شاه الثالث              | (1622 - 1644)     | ولد في أحمدنكر وبها مات ومقامه فيها.                                                                                                  |
| 35          | شاه عطية الله بن معين الدين الأول                          | (1644 - 1663)     | ولد في أحمدنكر وبها مات ومقامه فيها.                                                                                                  |
| 36          | عزيز شاه بن شاه عطية الله                                  | (1663 - 1691)     | ولد في أحمدنكر ثم هاجر إلى أورنك آباد التي أقام فيها مدة ثم عاد إلى أحمدنكر حيث توفي ومقامه بها.                                      |
| 37          | محمد معين الدين الثاني بن عزيز شاه                         | (1691 - 1715)     | ولد في أورنك آباد ومات بها ومقامه فيها.                                                                                               |
| 38          | محمد المشرف بن محمد معين الدين الثاني                      | (1715 - 1764)     | يعرف باسم الأمير المشرف ، ولد في أورنك آباد ومات بها ومقامه فيها.                                                                     |
| 39          | حيدر الثاني المطهر الثاني بن محمد المشرف                   | (َ1764 - 1786)     | ولد في أورنك آباد ومات بها ومقامه فيها.                                                                                               |
| 40          | محمد الباقر الثاني بن حيدر الثاني المطهر الثاني            | (1786 - بعد 1796) | يعرف باسم الأمير الباقر ، ولد في أورنك آباد وقيل هاجر عنها ولا يعرف مصيره أو مصير عائلته، لتدخل الإمامة بدلك في دور الستر الثالث.     |

يرى المؤمنيون أن الإمامة مع الإمام محمد الباقر الثاني دخلت في مرحلة الستر وأن الأئمة المستورين لايزالون متواصلون إلى يومنا هذا وأنه سأيتي اليوم الدي يخرجون فيه من دور الستر الثالث إلى الإمامة العلنية حتى أنهم أرسلوا رسلا إلى الهند عام 1887 إلا أنهم لم يتمكنوا من الاتصال بأي من السلالة. لا يزال أتباع هده الطائفة موجودون في مصياف وجبل قدموس بسوريا.
في تونس توجد أسرة تنتسب للإمام محمد الباقر الثاني ويقولون أنهم الورثاء الشرعيون للإمامة من بعده ويعتقدون أنهم في مرحلة الستر الثالث من زمن الإمام محمد الباقر الثاني، ترى هذه الأسرة أن الأئمة الآغاخانية هم أئمة استيداع وليس أئمة استقرار تماما مثل أئمة الإثني عشرية كما ويعارضونهم في عدة قرارات جوهرية مشت عليها الأسرة الآغاخانية من بروزها على حساب الأسرة المؤمنية، وقائمة أئمتهم كالآتي:
| رقم الترتيب | الإمام                                                   | فترة الإمامة | مكان الولادة والوفاة والدفن مع بعض الملاحظات |
| ----------- | -------------------------------------------------------- | ------------ | --- |
| 40          | محمد الباقر الثاني بن حيدر الثاني المطهر الثاني          | 1786 - 1830  | هاجر من الهند للمدينة المنورة سنة 1814 نتيجة إضطهاد الإنجليز بغاية الحج ومن ثم الإستقرار بالمدينة والدخول في دور الستر الثالث لغاية حماية الأسرة من اضطهاد الانجليز، وهناك توفي ودفن جوار الإمام جعفر الصادق في البقيع. |
| 41          | علي عمود الدين بن محمد الباقر الثاني                     | 1830 - 1848  | ولد بالهند في أورنك آباد وهاجر مع والده للمدينة وعاش بها وتوفي ودفن بالبقيع يسار قبر والده. |
| 42          | زيد تقي الدين بن علي عمود الدين                          | 1848 - 1883  | ولد بالهند بأورنك آباد وهاجر مع والده وجده إلى المدينة وتولى الإمامة بها إثر وفاة والده وفي سنة 1849 هاجر للقاهرة خوفا من توغل الحركة الوهابية بقيادة الدولة السعودية حيث أقام ومن ثم هاجر إلى مدينة أسوان صحبة عائلته لتعكر علاقة الأسرة بالمجتمع السني في القاهرة، وكان له أتباع إسماعيليون في أسوان ومع قدوم الإنجليز إلى مصر هاجر وأسرته معه إلى مدينة أجداده المهدية في تونس سنة 1882 وتوفي بها ودفن في مقبرتها المطلة على البحر. |
| 43          | محمد الصادق الأول بن زيد تقي الدين                       | 1883 - 1902  | ولد بالمدينة وهاجر صحبة والده إلى مصر منها إلى المهدية، حيث توفي ودفن بها، فقد اتصاله باتباعه في أسوان اثر الهجرة بسنوات. |
| 44          | أحمد الثاني شهاب الدين بن محمد الصادق الأول              | 1902 - 1924  | ولد بأسوان وهاجر مع والده وجده للمهدية حيث توفي ودفن بها. |
| 45          | حسين الثالث العامل بأحكام الله بن أحمد الثاني شهاب الدين | 1924 - 1953  | ولد بالمهدية وتوفي ودفن بها وكان له فيها بعض الأتباع المقربين. |
| 46          | محمد الصادق الثاني بن حسين الثالث العامل بأحكام الله     | 1953 - 1997  | ولد بالمهدية وتوفي بها وتمدفنه في مقبرة الجلاز في تونس. |
| 47          | عبد الله فتح الدين بن محمد الصادق الثاني                 | 1997 - الآن  | ولد بالمهدية وهاجر منها إلى تونس في حياة والده وهو الإمام الحالي للأسرة المؤمنية. |

| رقم الترتيب | الإمام                                                                       | فترة الإمامة | مكان الولادة والوفاة والدفن مع بعض الملاحظات |
| ----------- | ---------------------------------------------------------------------------- | ------------ | --- |
| 29          | قاسم الأول شاه بن شمس الدين محمد شاه الأول                                   | 1310 - 1368  | ولد في تبريز وتوفي ودفن في قائم آباد، وكان إماما مستورا. |
| 30          | إسلام شاه بن قاسم الأول شاه                                                  | 1368 - 1424  | ولد في قائم آباد وتوفي ودفن في كهك، وكان إماما مستورا. |
| 31          | محمد شاه الثاني بن إسلام شاه                                                 | 1424 - 1464  | ولد في بابك وتوفي ودفن في بابك، وكان إماما مستورا، وبوفاته ينتهي دور الستر الثالث. |
| 32          | علي شاه الأول قلندر المستنصر بالله الثاني بن محمد شاه الثاني                 | 1464 - 1480  | ولد وتوفي ودفن في بابك. وأعلن عن إمامته بعد سنين من الستر. |
| 33          | محمود عبد السلام شاه بن علي شاه الأول قلندر المستنصر بالله الثاني            | 1480 - 1494  | ولد وتوفي ودفن في بابك، أسمه محمود واسم إمامته محمود عبد السلام شاه. |
| 34          | عباس شاه غريب ميرزا المستنصر بالله الثالث بن محمود عبد السلام شاه            | 1494 - 1498  | ولد في بابك وتوفي ودفن بنجدان. |
| 35          | أبو ذر علي نور الدين شاه الثاني بن عباس شاه غريب ميرزا المستنصر بالله الثالث | 1498 - 1509  | ولد وتوفي ودفن بنجدان، وكان إماما مستورا نظرا لهيمنة الصفويين على إيران في ذلك الوقت. |
| 36          | مراد ميرزا بن أبي ذر علي نور الدين شاه الثاني                                | 1509 - 1574  | ولد وتوفي ودفن بنجدان. وكان إماما مستورا. |
| 37          | ذو الفقار علي خليل الله الأول بن مراد ميرزا                                  | 1574 - 1634  | ولد وتوفي ودفن بنجدان. وكان إماما مستورا. |
| 38          | نور الدهر علي نور الدين شاه الثالث بن ذي الفقار علي خليل الله الأول          | 1634 - 1671  | ولد وتوفي ودفن بنجدان. وكان إماما مستورا. |
| 39          | علي شاه الثاني خليل الله الثاني بن نور الدهر علي نور الدين شاه الثالث        | 1671 - 1680  | ولد وتوفي ودفن بنجدان. وكان إماما مستورا. |
| 40          | شاه نزار الثاني بن علي شاه الثاني خليل الله الثاني                           | 1680 - 1722  | ولد بنجدان وتوفي ودفن بالكهك. وكان إماما مستورا. |
| 41          | شاه السيد علي شاه الثالث بن شاه نزار الثاني                                  | 1722 - 1736  | ولد بالكهك وتوفي ودفن في كرمانشاه. وكان إماما مستورا. |
| 42          | حسن علي الثاني بيك بن شاه السيد علي شاه الثالث                               | 1736 - 1747  | ولد بالكهك وتوفي ودفن في كرمانشاه. وكان إماما مستورا. |
| 43          | قاسم الثاني علي سيد جعفر بن حسن علي الثاني بيك                               | 1747 - 1756  | يعرف أيضًا باسم سيد جعفر ، ولد بالكهك وتوفي ودفن في كرمانشاه. وكان إماما مستورا. |
| 44          | أبو الحسن علي الثاني باقر شاه بن قاسم الثاني علي سيد جعفر                    | 1756 - 1792  | يعرف أيضًا باسم باقر شاه ، ولد بالكهك ودفن بوادي السلام في النجف. وكان إماما مستورا. |
| 45          | شاه علي خليل الله الثالث بن أبي الحسن علي الثاني باقر شاه                    | 1792 - 1817  | ولد في كرمانشاه ودفن في النجف. وكان إماما مستورا وبوفاته انتهى دور الستر الرابع. وكان قد قتل من قبل الشيعة الإثني عشرية في يزد.                                                                   |
| 46          | آغا خان الأول بن شاه علي خليل الله الثالث                                    | 1817 - 1881  | ولد حسن علي الثالث شاه ويعرف باسم علي شاه الرابع في محلات وتوفي ودفن في مومباي. وأعلن عن إمامته بعد سنين من الستر.                                                                                |
| 47          | آغا خان الثاني بن حسن علي آغا خان الأول                                      | 1881 - 1885  | ولد آغا علي شاه الخامس ويعرف أيضاً باسم شاه علي شاه الخامس في محلات ودفن في كربلاء. |
| 48          | آغا خان الثالث بن علي آغا خان الثاني                                         | 1885 - 1957  | ولد سلطان محمد شاه الثالث في كراتشي وتوفي في فيرسوكس ودفن في ضريحه الشهير بمدينة أسوان بمصر. |
| 49          | آغا خان الرابع كريم الحسيني بن علي سلمان خان بن آغا خان الثالث               | 1957 - 2025  | ولد شاه كريم خان الحسيني في جنيف وهو الإمام الحالي للطائفة الإسماعيلية النزارية القاسمية والتي أصبحت تعرف في الفترة المعاصرة بالآغاخانية نسبة إلى أئمتها الأربعة الأخيرين الحاملين للقب "آغا خان" |
| 50          | آغا خان الخامس رحيم الحسيني بن آخا خان الرابع كريم الحسيني                   | 2025 -       | هو الثاني من بين أبناء الإمام شاه كريم آغا خان الرابع الأربعة، وخلف والده عند وفاته في فبراير 2025. يقيم في جنيف بسويسرا، وقد شارك بشكل نشط لسنوات عديدة في إدارة شبكة الآغا خان للتنمية (AKDN).  |

وهنا لابد من الإشارة إلى أن أغلب الشيعة الإسماعيلية النزارية كانوا حتى بداية القرن التاسع عشر مؤمنيين نظرا لكون مؤسس المؤمنية أي الإمام علاء الدين الثالث مؤمن شاه هو الابن الأكبر لشمس الدين محمد شاه الأول الذي لم يوصي بخليفة له في الإمامة بالإضافة إلى كون أئمة القاسمية مستورين مند دخولهم تحت غطاء الصفويين، وبدخول أئمة المؤمنية في دور الستر وإعلان آغا خان الأول عن إمامته وخروجه بها عن الستر ابتدأ النزاريون بالتحول شيئا فشيئا من المؤمنية إلى القاسمية الآغاخانية ليصبح اليوم أغلب النزاريين من الآغاخانية.

## النزارية اليوم
يشكل النزارية أكثر الإسماعيلية في العالم اليوم. فقد اندمج السبعية مبكرا في الفرق الإسماعيلية الأخرى، وانتهى المستعلية الحافظية بانتهاء الخلافة الفاطمية في مصر في القرن الثاني عشر الميلادي. أما المستعلية الطَّيِّبية فهم اليومَ البهرة الذين ينتظرون ظهور الإمام المستور من نسل (الطيب أبوالقاسم) بقيادة الداعي المطلق الذي تختلف فرقهم في تسميته. كما انتهى القرامطة بقضاء العباسيين على ثورتهم في القرن العاشر الميلادي.
أما الدروز فقد أنهوا الإمامة قبل الجميع بغياب الحاكم بأمر الله سنة 1021م، فقبلوا الفاطميين من بعده كخلفاء لكن ليس كأئمة، ثم تطورت عقيدتهم لاحقا بما أخرجها عن عباءة الإسلام إلى دين مستقل في رأي أغلب مقارني الأديان.

## انظر كذلك
- إسماعيلية
- فاطميون
- مستعلية
- نزار المصطفى لدين الله
- قلعة ألموت
- الحشاشون
- أغاخان